# Waka Waka (This Time for Africa)
«Waka Waka (This Time for Africa)» (рус. Давай, Давай! (На этот раз — в Африку)) — песня колумбийской певицы Шакиры, записанная при участии южноафриканской группы Freshlyground и выпущенная 7 мая 2010 года на лейбле Epic Records в качестве официального гимна Чемпионата мира по футболу 2010, который проходил в Южно-Африканской Республике. В качестве автора, композитора и продюсера выступила Шакира совместно с Джоном Хиллом.

## История
26 апреля 2010 года ФИФА (FIFA) анонсировала, что «Waka Waka (This Time for Africa)» станет официальной песней во время Чемпионата мира по футболу (FIFA World Cup 2010), который пройдёт в Южной Африке в июне 2010 года, а также войдёт в альбом Listen Up! The Official 2010 FIFA World Cup Album. В анонсе было объявлено, что Шакира исполнит эту песню на церемонии закрытия чемпионата мира перед финальным матчем 11 июля на стадионе Соккер Сити в Йоханнесбурге. Она также стала хедлайнером на церемонии открытия чемпионата мира FIFA World Cup Kick-Off Celebration Concert, прошедшей 10 июня 2010 года на стадионе «Орландо» в Соуэто. Премьера песни прошла 28 апреля, а 7 мая 2010 года она стала доступна для цифрового скачивания и покупки через iTunes Store. 28 мая начался релиз на физических носителях в качестве CD-сингла. Также Шакира записала испаноязычную версию песни, названную «Waka Waka (Esto es África)», которую продавали в качестве сингла через избранные магазины. Версии «K-Mix» для песен «Waka Waka (This Time for África)» и «Waka Waka (Esto es Africa)» были также включены в 9-й студийный альбом певицы Sale el Sol, релиз которого прошёл в октябре 2010 года.

## Композиция
Песня «Waka Waka (This Time for Africa)» черпает вдохновение в традиционной африканской музыке, сочетает афроколумбийский ритм с ритмом под влиянием сока и конголезским гитарным стилем румба. Она содержит инструментарий южноафриканской гитары. Припев песни и слова «waka waka» заимствованы из «Zangaléwa», песни 1986 года, записанной камерунской группой Golden Sounds, которая стала хитом не только в Африке, но и в Колумбии с помощью западноафриканских диджеев, где Шакира услышала эту мелодию в детстве. По словам Деборы Халберт, автора книги «The State of Copyright: The Complex Relationships of Cultural Creation in a Globalized World», группа Golden Sounds также не были первоначальными создателями припева, поскольку он был адаптирован из «военных маршей неизвестного происхождения, восходящих ко Второй мировой войне». «Waka Waka (This Time For Africa)» написана в тональности ре мажор.

## Отзывы
«Waka Waka (This Time for Africa)» была названа лучшей песней чемпионатов мира по футболу FIFA World Cup всех времён многими журналами и изданиями, включая Billboard, BuzzFeed, Dallas Observer и The Sydney Morning Herald.

## Коммерческий успех

### Европа

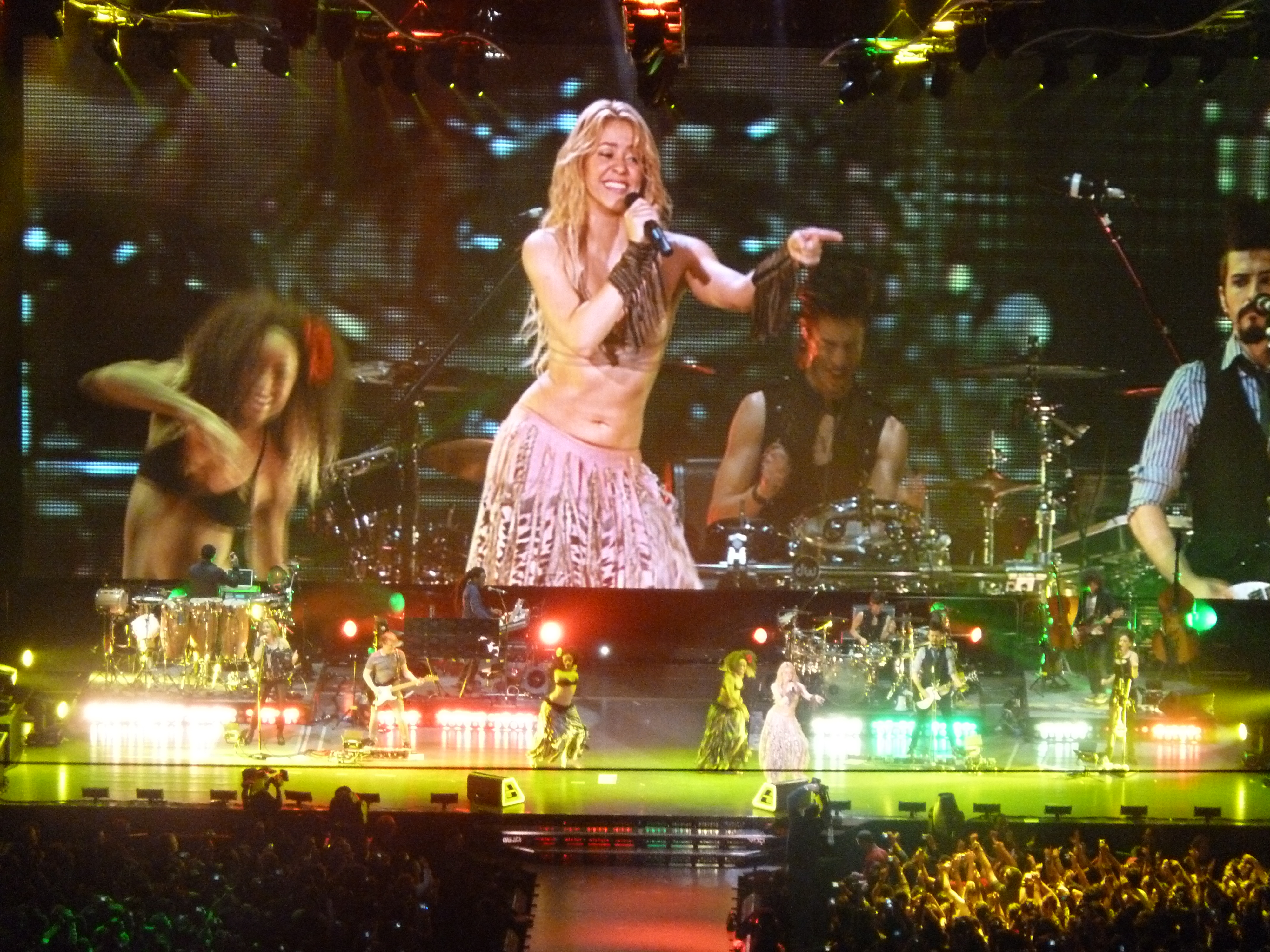
Выступление Шакиры с песней «Waka Waka (This Time for Africa)» в Мадриде. Сингл возглавлял чарт Испании 17 недель подряд.

Песня имела большой успех по всей Европе. В Австрии, «Waka Waka (This Time for Africa)» сместила песню канадца K’naan «Wavin' Flag» с первого места чарта Ö3 Austria Top 40. «Waka Waka (This Time for Africa)» провела 6 недель подряд на позиции № 1 австрийского хит-парада и всего 63 недели в нём, рекорд для Шакиры в этой стране. Сингл стал самым успешным в Австрии для Шакиры и по тиражу, получив 2-кр. платиновую сертификацию International Federation of the Phonographic Industry (IFPI) за 60 000 единиц. В нидерландоязычной Фландрии и во франкоязычной Валлонии (Бельгия) песня достигла позиции № 1 в Ultratop, оставаясь там по 5 и 8 недель соответственно. Песня стала бестселлером 2010 года в Валлонии получив 2-кр. платиновую сертификацию Belgian Entertainment Association (BEA) в 2012 году за 60 000 единиц. В Дании песня была № 1 в Hitlisten получив 2-кр. платиновую сертификацию IFPI Denmark.
«Waka Waka (This Time for Africa)» дебютировал на первом месте во французском хит-параде French Singles Chart и оставался на вершине 6 недель подряд. Успех в этой стране был настолько большой, что песня появлялась в чарте три года подряд (2010—2013) и всего пробыла в нём 132 недель. Компания Syndicat National de l'Édition Phonographique (SNEP) выдала синглу платиновую сертификацию за тираж 150 000 единиц. Песня стала бестселлером 2010 года во Франции, имея тираж 373 068 копий. Песня достигла позиции № 1 в немецком хит-параде German Singles Chart, оставаясь там 6 недель и став бестселлером 2010 года в Германии. Сингл был сертифицирован в 5-кр. золотом статусе Bundesverband Musikindustrie (BVMI) за тираж 750 000 единиц, сделав «Waka Waka (This Time for Africa)» самым успешным синглом для Шакиры в Германии. В Италии песня вошла в чарт FIMI с позиции № 2 и достигла через неделю первого места. Всего на № 1 сингл пробыл 16 недель подряд. В 2014 году сингл получил 6-кр. платиновую сертификацию Federazione Industria Musicale Italiana (FIMI) за тираж 180 000 единиц в стране.
Песня возглавила испанский хит-парад Spanish Singles Chart, оставаясь на вершине 17 недель подряд и всего 69 недель в чарте. «Waka Waka (This Time for Africa)» стала бестселлером 2010 года в Испании. Сингл был сертифицирован в 6-кр. платиновом статусе Productores de Música de España (PROMUSICAE) за тираж 240 000 единиц в этой стране. Песня вошла в список синглов-бестселлеров Испании. «Waka Waka (This Time for Africa)» стала самым успешным синглом Шакиры в Швеции, где была на № 1 в чарте Sverigetopplistan и всего 58 недель в хит-параде. В 2012 году сингл имел тираж 360 000 загрузок и получил 9-кр. платиновую сертификацию IFPI. Рингтон песни получил 3-кр. платиновую сертификацию. В Швейцарии песня дебютировала на позиции № 5 и позднее поднялась на первое место, оставаясь там 4 недели. Пробыв в чарте 86 недель она была сертифицирована в 3-кр. платиновом статусе в 2011 году IFPI. «Waka Waka (This Time for Africa)» достигла позиции № 21 в Великобритании и была сертифицирована в золотом статусе British Phonographic Industry (BPI) в 2015 году за тираж 400 000 единиц.

### Азия и Америка
Сингл «Waka Waka (This Time for Africa)» стал самым загружаемым и скачиваемым хитом 2010 года в Nokia Music Store, по данным в 38 странах, включая Индию и Китай. В Индии песня достигла № 3 в чарте Radio Mirchi Angrezi Top 20. По данным Manoj Gairola из газеты Hindustan Times, эта песня была загружена более чем 300 000 подписчиками на свои мобильные телефоны
Песня была на позиции № 1 в таких странах, как Аргентина, Чили и Колумбия (родина Шакиры). В Мексике сингл пробыл 5 недель на № 1 и получил 2-кр. платиновую сертификацию Asociación Mexicana de Productores de Fonogramas y Videogramas (AMPROFON) в 2012 за тираж 120 000 загрузок. В США песня дебютировала на позиции № 43 в основном американском хит-параде Billboard Hot 100 — это второй самый успешный дебют Шакиры в этой стране. Позднее песня поднялась до № 38. Ассоциация Recording Industry Association of America (RIAA) сертифицировала сингл в платиновом статусе в 2011 после тиража в 1 000 000 загрузок. По данным службы Nielsen SoundScan тираж сингла в США на март 2014 года достиг 1 763 000 загрузок, что стало для Шакиры её третьим самым большим успехом.

## Музыкальное видео
Музыкальное видео для песни «Waka Waka (This Time for Africa)» было снято режиссёром Marcus Raboy. Общая концепция была развита самой Шакирой и Antonio Navas, исполнительным креативным директором международного маркетингового агентства Ogilvy & Mather. Танцевальная хореография была поставлена Hi-Hat, который ранее уже работал с Шакирой в видео «She Wolf» (2009).. Видео было снято в Лос-Анджелесе и записано на разных языках. Его премьера состоялась 4 июня 2010 года, тем самым став первым в истории музыкальным видео фирмы Sony Music в 3D-формате. По состоянию на апрель 2023 года видеоклип имеет более 3,5 млрд просмотров на YouTube, являясь самым успешным музыкальным видео в карьере Шакиры и 21-м самым успешным видео за всю историю видеохостинга. Популярности клипа способствовало появление в нём известных футболистов, таких как Криштиану Роналду, Дани Алвес, Жерар Пике, Карлос Камени, Лионель Месси и Рафаэль Маркес.

## Концертные выступления

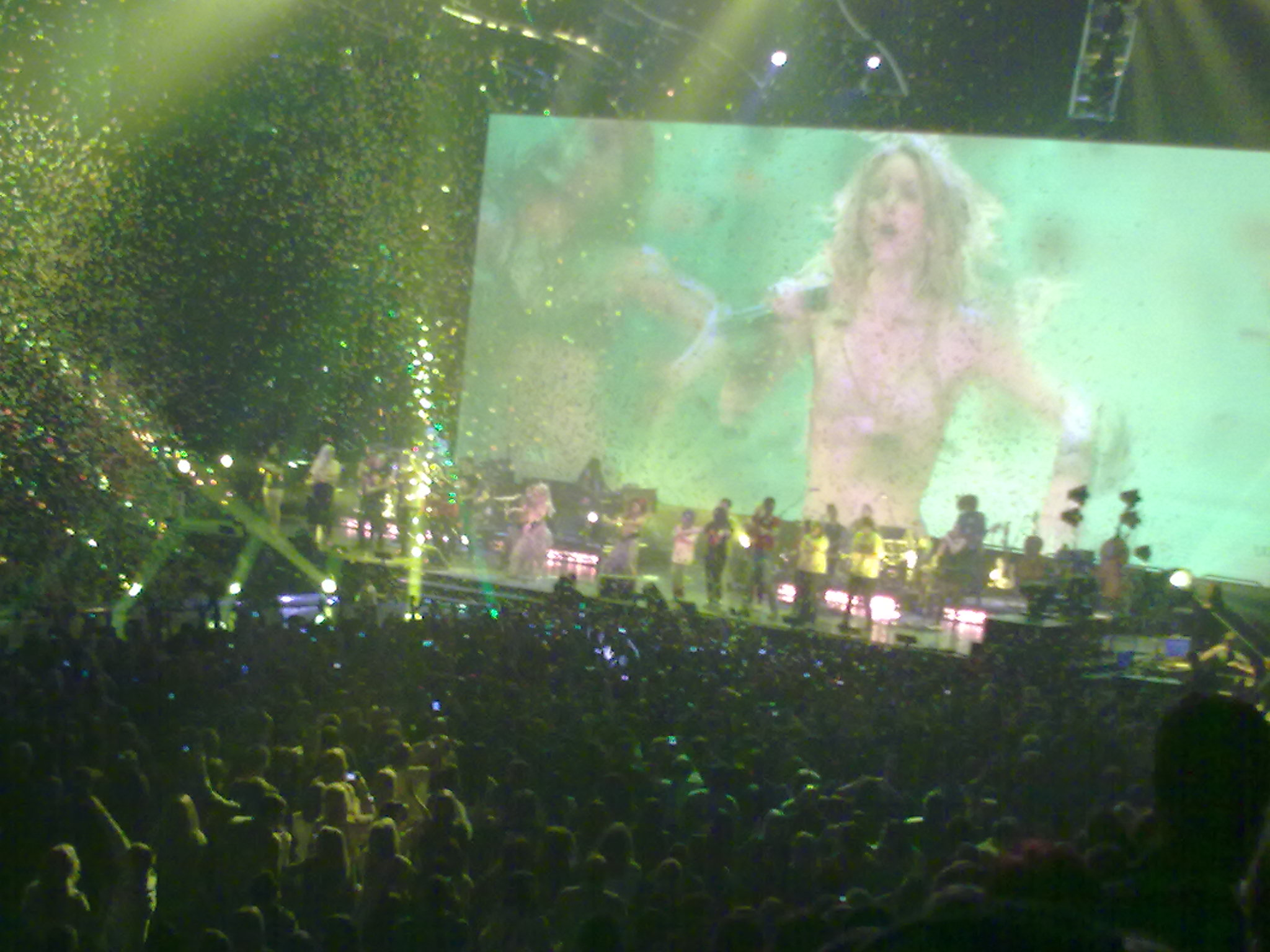
Шакира в Манчестере исполняет песню «Waka Waka (This Time for Africa)».

Шакира выступила с песней «Waka Waka (This Time for Africa)» на чемпионате мира по футболу 2010 (FIFA World Cup). Первый раз это произошло 10 июня 2010 года на церемонии открытия чемпионата, прошедшей на стадионе «Орландо» в Соуэто (ЮАР). Песне предшествовало исполнение её прошлых хитов «Hips Don't Lie» и «She Wolf». Многочисленные африканские танцоры и музыканты сопровождали вступление Шакиры.
Песня была также исполнена во второй раз на чемпионате Шакирой и Freshlyground 11 июля 2010 года на церемонии закрытия 2010 FIFA World Cup.
Песня «Waka Waka (This Time for Africa)» была включена в сет-лист концертного тура Шакиры, названного The Sun Comes Out World Tour (2010—2011).

## Список треков
| - CD single 1. «Waka Waka (This Time for Africa)» — 3:24 1. «Waka Waka (This Time for Africa)» (Club mix) — 3:12 | - Digital download 1. «Waka Waka (This Time for Africa)» — 3:22 |  |

## Чарты
| Чарт (2010)                          | Высшая позиция |
| ------------------------------------ | -------------- |
| Австралия (ARIA)                     | 32             |
| Австрия (Ö3 Austria Top 40)          | 1              |
| Бельгия/Фландрия (Ultratop 50)       | 1              |
| Бельгия/Валлония (Ultratop 50)       | 1              |
| Канада (Billboard Canadian Hot 100)  | 11             |
| СНГ (TopHit)                         | 107            |
| Чехия (Rádio — Top 100)              | 1              |
| Дания (Tracklisten)                  | 1              |
| Финляндия (Suomen virallinen lista)  | 1              |
| Франция (SNEP)                       | 1              |
| Германия (GfK)                       | 1              |
| Мир (Global Dance Tracks, Billboard) | 12             |
| Венгрия (Rádiós Top 40)              | 1              |
| Ирландия (IRMA)                      | 10             |
| Израиль (Media Forest)               | 3              |
| Италия (FIMI)                        | 1              |
| Люксембург (Billboard)               | 1              |
| Нидерланды (Dutch Top 40)            | 6              |
| Нидерланды (Single Top 100)          | 2              |
| Новая Зеландия (Recorded Music NZ)   | 34             |
| Норвегия (VG-lista)                  | 2              |
| Перу (UNIMPRO)                       | 4              |
| Польша (Polish Airplay Top 20)       | 1              |
| Шотландия (OCC Scotland)             | 17             |
| Словакия (Rádio — Top 100)           | 2              |
| Испания (PROMUSICAE)                 | 1              |
| Швеция (Sverigetopplistan)           | 1              |
| Швейцария (Schweizer Hitparade)      | 1              |
| Китайская Республика (Five Music)    | 6              |
| Великобритания (OCC UK Singles)      | 21             |
| США (Billboard Hot 100)              | 38             |
| США (Billboard Hot Latin Songs)      | 2              |
| США (Billboard Tropical Airplay)     | 4              |

| Чарт (2020)                                                  | Высшая позиция |
| ------------------------------------------------------------ | -------------- |
| Великобритания Official Singles Sales Chart Top 100          | 86             |
| Великобритания Official Singles Downloads Chart Top 100      | 85             |
| Великобритания Official Scottish Singles Sales Chart Top 100 | 80             |
| US Billboard Digital Songs Sales Chart                       | 20             |
| US Billboard Latin Digital Songs Sales Chart                 | 2              |

| Чарт (2010)                                  | Позиция |
| -------------------------------------------- | ------- |
| Австрия (Ö3 Austria Top 40)                  | 2       |
| Бельгия (Ultratop Flanders)                  | 2       |
| Бельгия (Ultratop Wallonia)                  | 1       |
| Канада (Canadian Hot 100)                    | 59      |
| Дания (Tracklisten)                          | 1       |
| Европа (European Hot 100 Singles, Billboard) | 4       |
| Финляндия (Foreign Singles Chart)            | 1       |
| Франция (SNEP)                               | 1       |
| Германия (Official German Charts)            | 2       |
| Венгрия (Rádiós Top 40)                      | 4       |
| Италия (FIMI)                                | 1       |
| Ливан (Airplay Top 100)                      | 3       |
| Нидерланды (Dutch Top 40)                    | 37      |
| Нидерланды (Single Top 100)                  | 4       |
| Испания (PROMUSICAE)                         | 1       |
| Швеция (Sverigetopplistan)                   | 3       |
| Швейцария (Schweizer Hitparade)              | 1       |
| Великобритания (Official Charts Company)     | 141     |
| США (Hot Latin Songs Billboard)              | 29      |

| Чарт (2011)                     | Позиция |
| ------------------------------- | ------- |
| Бельгия (Ultratop Flanders)     | 69      |
| Бельгия (Ultratop Wallonia)     | 41      |
| Венгрия (Rádiós Top 40)         | 58      |
| Испания (PROMUSICAE)            | 30      |
| Швейцария (Schweizer Hitparade) | 33      |

| Чарт (2013)               | Позиция |
| ------------------------- | ------- |
| США (Latin Digital Songs) | 5       |

| Чарт (2014)                         | Позиция |
| ----------------------------------- | ------- |
| США (Billboard Latin Digital Songs) | 6       |

| Чарт (2015)                         | Позиция |
| ----------------------------------- | ------- |
| США (Billboard Latin Digital Songs) | 12      |

| Чарт (2016)                         | Позиция |
| ----------------------------------- | ------- |
| США (Billboard Latin Digital Songs) | 13      |

| Чарт (2020)                         | Позиция |
| ----------------------------------- | ------- |
| США (Billboard Latin Digital Songs) | 9       |

| Чарт                              | Позиция |
| --------------------------------- | ------- |
| Бельгия (Ultratop 50 Flanders)    | 65      |
| Бельгия (Ultratop 50) (1995—2020) | 10      |
| Финляндия                         | 32      |
| Франция (Lescharts)               | 10      |
| Швеция                            | 25      |
| Швейцария (Schweizer Hitparade)   | 7       |

## Сертификация
| Регион | Сертификация     | Продажи    |
| --- | ---------------- | ---------- |
| Австралия (ARIA) | Золотой          | 35 000^    |
| Австрия (IFPI Austria) | 2× Платиновый    | 60 000*    |
| Бельгия (BEA) | 2× Платиновый    | 60 000*    |
| Бразилия (ABPD) | 2× Бриллиантовый | 500 000    |
| Дания (IFPI Danmark) | 2× Платиновый    | 60 000^    |
| Финляндия (Musiikkituottajat) | Платиновый       | 13,248     |
| Франция (SNEP) | Платиновый       | 462,000    |
| Германия (BVMI) | 4× Платиновый    | 1 200 000  |
| Италия (FIMI) | 6× Платиновый    | 180 000    |
| Индия | —                | 300,000    |
| Мексика (AMPROFON) | 2× Платиновый    | 120 000*   |
| Испания (PROMUSICAE) | 5× Платиновый    | 300 000    |
| Швеция (GLF) | 9× Платиновый    | 360 000    |
| Швеция (GLF) · Ringtone | 3× Платиновый    | 120 000    |
| Швейцария (IFPI Switzerland) | 3× Платиновый    | 90 000^    |
| Великобритания (BPI) | 2× Платиновый    | 1 200 000  |
| США (RIAA) | Платиновый       | 1,763,000  |
| Итого |                  |            |
| Скачивания |                  |            |
| Мир | —                | 10,000,000 |
| * Данные о продажах приведены только на основе сертификации. · ^ Данные о тиражах приведены только на основе сертификации. · Данные о продажах + прослушиваниях приведены только на основе сертификации. |                  |            |